# Teatro Regio Ducal

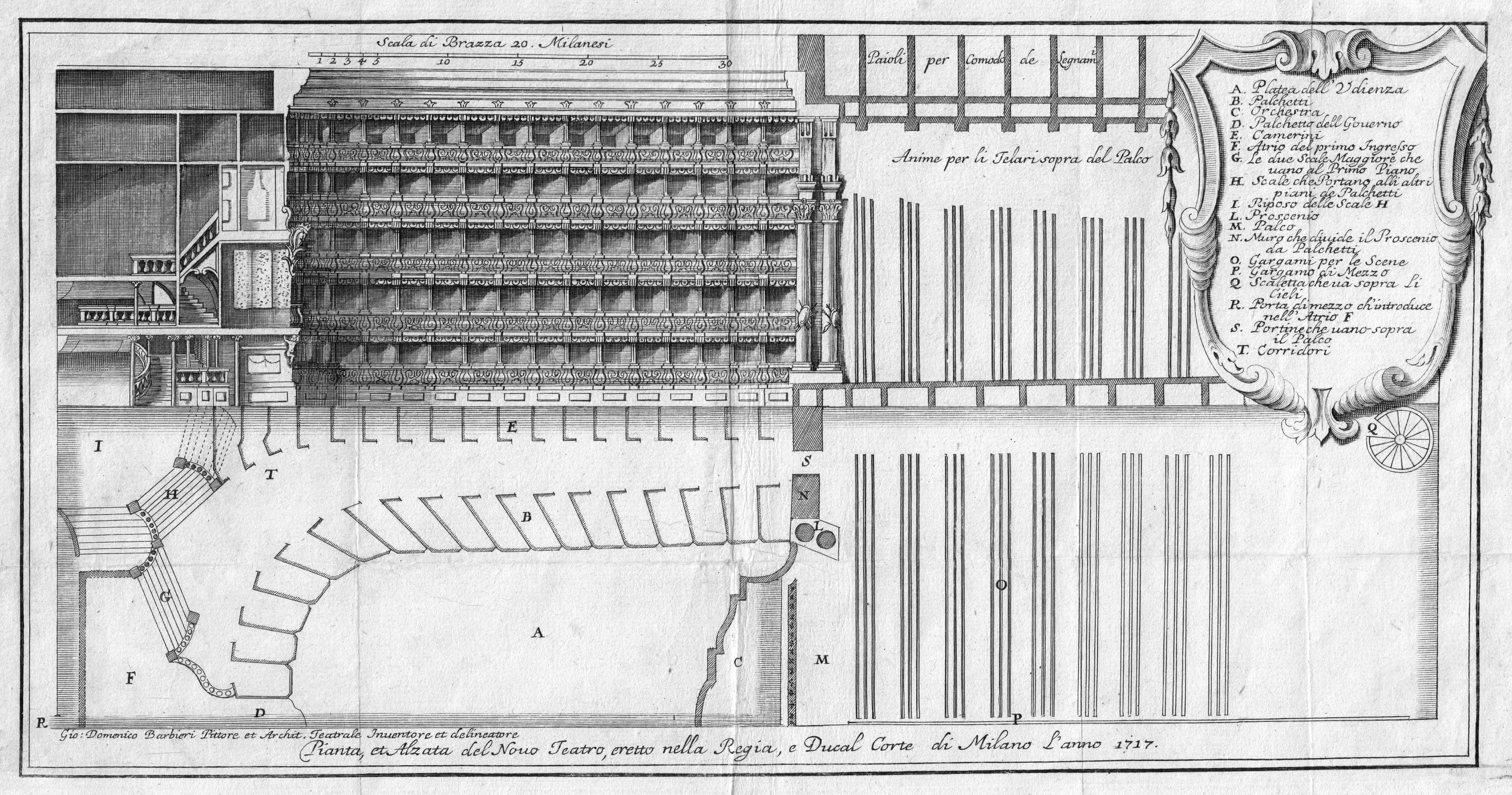
Diseño de planta del Teatro Regio Ducal publicada originalmente en 1937.

El Teatro Regio Ducal (del italiano: Teatro Regio Ducale), fue el teatro de ópera de la ciudad de Milán desde el 26 de diciembre de 1717 hasta el 25 de febrero de 1776, cuando fue destruido por las llamas de un incendio que se originó durante una fiesta de gala en Carnaval. Muchas óperas de muy célebres compositores están asociadas a este teatro, incluyendo los estrenos de Mitridate, re di Ponto, Ascanio in Alba, y Lucio Silla de Mozart.
La atmósfera en los teatros de ópera de la época era más social que artística, y el Teatro Regio Ducal no era una excepción. El viajero y compositor inglés Charles Burney describe sus mesas de juego así:

El teatro aquí es muy grande y espléndido; tiene cinco filas de palcos a cada lado, cien en cada lado; y en paralelo corre una ancha galería ... como acceso a cada uno de los palcos: cada palco contendrá seis personas, que sientan a los lados, cara a cara. A lo largo de la galería de comunicaciones hay una habitación para cada palco, con una chimenea, que es utilizada durante la representación de la ópera.
Mozart: Los primeros años 1756-1781, de S. Sadie y N. Zaslaw

Después de la destrucción del Teatro Regio Ducal, que era un ala del Palazzo Reale, fue encargada la construcción en los aledaños de dos nuevos teatros, ambos diseñados por Giuseppe Piermarini. El Nuovo Regio Ducal Teatro alla Scala, el actual Teatro de La Scala, que fue inaugurado el 3 de agosto de 1778 y el Teatro alla Canobbiana, hoy denominado Teatro Lírico, que fue inaugurado el 21 de agosto de 1779.